# Buchy (Seine-Maritime)
Buchy is een gemeente in het Franse departement Seine-Maritime (regio Normandië) en telt 1150 inwoners (1999). De plaats maakt deel uit van het arrondissement Rouen.

## Geschiedenis
Buchy was de hoofdplaats van het gelijknamige kanton tot dit op 22 maart 2015 werd opgeheven en de gemeenten werden opgenomen in het op die dag gevormde kanton Le Mesnil-Esnard. Op 1 januari 2017 werden de gemeenten Bosc-Roger-sur-Buchy en Estouteville-Écalles opgeheven en opgenomen in de gemeente Buchy, die daarmee de status van  commune nouvelle kreeg.

## Geografie
De oppervlakte van Buchy bedraagt 3,7 km², de bevolkingsdichtheid is 310,8 inwoners per km².
De onderstaande kaart toont de ligging van Buchy (Seine-Maritime) met de belangrijkste infrastructuur en aangrenzende gemeenten.

## Demografie
Onderstaande figuur toont het verloop van het inwonertal (bron: INSEE-tellingen).